# Te fuiste de aquí
Te fuiste de aquí es el cuarto sencillo del grupo de pop mexicano Reik, lanzado para su cuarto album de estudio Peligro (2011). Fue a principios del mes de enero del 2012 su lanzamiento por la discográfica Sony Music Latin.

## Lista de canciones

### Descarga digital[2]
| Te fuiste de aquí — Single |                     |          |  |
| N.º                        | Título              | Duración |  |
| 1.                         | «Te fuiste de aquí» | 3:41     |  |

## Vídeo musical
Fue publicado en el canal de YouTube de la banda el mismo día de lanzamiento y se encuentra la agrupación en la playa cantando. Actualmente el video cuenta con 260 millones de vistas y más de 1, 000 "me gusta".

## Versiones
La canción también fue grabada y cantada por ellos también en portugués para el lanzamiento del disco en Brasil.

## Posicionamiento en listas
| Listas (2012)                   | Mejor posición |
| ------------------------------- | -------------- |
| México (México Español AirPlay) | 39             |

## Historial de lanzamiento
| Región | Fecha              | Formato                     | Discográfica     | Ref.  |
| ------ | ------------------ | --------------------------- | ---------------- | ----- |
| México | 2 de enero de 2012 | Descarga digital, Streaming | Sony Music Latin | [ 2 ] |